# Xuan Liu
Xuan Liu (chinesisch 璇刘; * 23. Juni 1985 in Tianjin, Volksrepublik China) ist eine professionelle kanadische Pokerspielerin.

## Persönliches
Liu studierte Chartered Financial Analysis an der University of Waterloo.

## Pokerkarriere
Liu spielte von Juni 2008 bis Dezember 2018 online unter den Nicknames xx23xx (PokerStars), 888xuan (888poker) und msmerf (Full Tilt Poker). In diesem Zeitraum erspielte sie sich mit Turnierpoker rund 700.000 US-Dollar.
Ihre erste Geldplatzierung bei einem Live-Turnier erzielte Liu im November 2007 in Richmond in der kanadischen Provinz British Columbia. Im Juni 2010 war sie erstmals bei der World Series of Poker im Rio All-Suite Hotel and Casino am Las Vegas Strip erfolgreich und erreichte bei der in der Variante No Limit Hold’em gespielten Ladies Championship die Geldränge. Mitte Dezember 2010 gewann sie ein Event der Italian Poker Tour in Sanremo und sicherte sich eine Siegprämie von 48.000 Euro. An gleicher Stelle saß die Kanadierin Anfang Mai 2011 am Finaltisch des Main Events der European Poker Tour und erhielt für ihren dritten Platz 360.000 Euro. Im Januar 2012 erreichte sie auch beim Main Event des PokerStars Caribbean Adventures auf den Bahamas den Finaltisch und wurde Vierte, was ihr ihr bisher höchstes Preisgeld von 600.000 US-Dollar einbrachte. Im Februar 2017 setzte sich Liu bei einem Turnier des Fallsview Poker Classic in Niagara Falls durch und sicherte sich den Hauptpreis von über 300.000 Kanadischen Dollar. Bei den Poker Masters im Aria Resort & Casino am Las Vegas Strip belegte sie Ende September 2022 beim vierten Turnier den mit knapp 100.000 US-Dollar dotierten dritten Rang.
Insgesamt hat sich Liu mit Poker bei Live-Turnieren mehr als 2 Millionen US-Dollar erspielt. Von April bis Dezember 2016 spielte sie als Teil der Montreal Nationals in der Global Poker League und gewann mit ihrem Team den Titel.